# Haplochromis bayoni
Haplochromis bayoni är en fiskart som först beskrevs av Boulenger, 1909.  Haplochromis bayoni ingår i släktet Haplochromis och familjen Cichlidae. IUCN kategoriserar arten globalt som otillräckligt studerad. Inga underarter finns listade i Catalogue of Life.